# علی‌یار اسماعیل‌اف
علی‌یار اسماعیل‌اف (روسی: Алияр Ферзулахович Исмаилов؛ زادهٔ ۱۱ آوریل ۱۹۷۶) بازیکن فوتبال اهل روسیه است.
از باشگاه‌هایی که در آن بازی کرده‌است می‌توان به باشگاه فوتبال توران توووز، باشگاه فوتبال قره‌باغ، باشگاه فوتبال شماخی، و باشگاه فوتبال آنژی مخاچ‌قلعه اشاره کرد.